# جامعة كولومبيا الدولية
جامعة كولومبيا الدولية (بالإنجليزية: Columbia International University)‏ (يُشار إليها اختصارًا: CIU)؛ جامعة مسيحية خاصة في كولومبيا، كارولينا الجنوبية.

## التاريخ
تأسست في عام 1923 كمدرسة كولومبيا للكتاب المقدس. كان الغرض منها هو تقديم دورة دراسية لمدة عامين في الدراسات الكتابية للطلاب المحليين. بحلول عام 1927 اتخذ القرار بتحويل المدرسة إلى كلية والبدء في تقديم درجات البكالوريوس في الكتاب المقدس. تم إنشاء موقع في وسط مدينة كولومبيا واختير أول عميد للكلية. استمرت المدرسة في النمو وتطلبت في نهاية المطاف حرما جامعيا جديدا. نقلت الكلية في عام 1960 إلى منشأتها الحالية على طريق مونتيسيلو.
خلال عام 1968 افتتح روبرتسون ماكويلكين نجل أول رئيس لكلية كولومبيا للكتاب المقدس الحرم الجامعي الجديد. خلال هذه الفترة غيرت اسمها إلى كلية ومعهد كولومبيا للكتاب المقدس. كما تم تغيير الاسم مرة أخرى في عام 1994 إلى جامعة كولومبيا الدولية لتسليط الضوء على المهمة التعليمية المتزايدة وكذلك لإظهار الالتزام بإستقبال الطلاب من جميع أنحاء العالم للخدمة المسيحية العالمية.
الرؤساء السابقون هم RC McQuilkin، G. Alen Fleece، Robertson McQuilkin، Johnny Miller، George Murray و Bill Jones.

## كليات الجامعة
تضم الجامعة خمس كليات أهمها هي الآداب والعلوم، الاستشارة، التربية، وكلية الدراسات بين الثقافات.
وبسبب التركيز على التعليم المسيحي والدراسات الكتابية بغض النظر عن التخصص، تشترك العديد من الكليات في نفس أعضاء هيئة التدريس.

## التعليم الأكاديمي
كمؤسسة للتعليم العالي، ينصب تركيز الجامعة الأساسي على برامجها الأكاديمية. تم التركيز على العمل عبر الثقافات في المقام الأول، تليها الدراسات الكتابية والعلوم الإنسانية والفنون الليبرالية بدلًا من العلوم الطبيعية، إضافة إلى التركيز على المهارات القيادية على المستوى الجامعي. ويتضح ذلك من حقيقة أن هناك تخصصات جامعية وخريجين تتعلق مباشرة بالقيادة وليس في العلوم. تمت إضافة تخصص الأعمال والقيادة التنظيمية في عام 2012.

### الاعتماد الاكاديمي
اعتمدت الجامعة من قبل لجنة كليات الرابطة الجنوبية للكليات والمدارس، لبرامجها الجامعية ودراساتها العليا، وهي مدرجة كمدرسة من المستوى الخامس، مما يعني أنها تقدم ثلاث درجات أو أقل من درجة الدكتوراه.
كما اعتُمدت الجامعة من قبل لجنة اعتماد جمعية التعليم العالي الكتابي مع مراجعها العشر القادمة في عام 2029. المعهد معتمد من قبل رابطة المدارس اللاهوتية في الولايات المتحدة وكندا لمنح ماجستير في اللاهوت وماجستير في الآداب والطب. أيضًا اعتُمدت كلية الدراسات العليا من قبل وزارة التعليم في ولاية كارولينا الجنوبية لتقديم درجات الدراسات العليا.

## الحياة الطلابية
مثل معظم المدارس الإنجيلية والعديد من المعاهد، فإن الجامعة لديها تأكيدات عقائدية ومعايير نمط الحياة التي يتوقع من جميع الطلاب تأكيدها كجزء من القبول.

### المعايير العقائدية
هناك سبع نقاط فقهية يجب على الطلاب الموافقة عليها كجزء من قبولهم وترشيحهم للحصول على شهادة من الجامعة. وهي الإلهام الكتابي، والفصل الطبيعي للبشرية عن الله، والخلاص بالنعمة من خلال الإيمان بالمسيح، والعقيدة التاريخية للثالوث، والقيامة الجسدية للمسيح من الأموات، وسكن الروح القدس في المؤمن، والولاية الإنجيلية. إضافة إلى التمسك بالعقيدة الألفية من قبل المدرسة. كما تطلب الجامعة من جميع أعضاء هيئة التدريس التأكيد على العقيدة الألفية.

### معايير نمط الحياة
تتمسك الجامعة بهدف التكوين الروحي استعدادًا للحياة بعد الكلية. يُطلب من الطلاب التوقيع على نموذج ميثاق يوافق على الحفاظ على معايير نمط الحياة المختلفة التي وضعتها الجامعة. تشمل بعض المعايير حظر الكحول والتبغ. يُطلب من الطلاب إكمال النمو الروحي والتقييم الذاتي. على الرغم من أنه ليس مطلوبًا خلال فترات الراحة في الصيف والشتاء، فمن المتوقع أن يحافظ الطلاب على معايير نمط حياة الجامعة.
في فصل الربيع من عام 2007، تم تعديل أحد المعايير الأكثر إثارة للجدل، وهو معيار «التعبير الجسدي للعاطفة» للسماح بمزيد من حرية التعبير الجسدي (يسمح بالمواعدة من مسك اليدين والتقبيل لفترة وجيزة).  

## العلاقات الدولية
لا تنتمي الجامعة أو ترعاها أي طائفة على الرغم من أنها ترحب بجميع الطلاب من أي طائفة مسيحية. في حين أن طلاب الجامعة وأعضاء هيئة التدريس فيها هم من المجتمعات المسيحية التي تم تحديدها على أنها بروتستانتية إنجيلية.
عادةً ما يتم تمثيل الارتباطات التالية في الحرم الجامعي:
- الأسقفية الميثودية الأفريقية
- الميثودية الإفريقية الأسقفية صهيون
- تحالف الإنجليز إيفانجليك إنتربيندنتيس
- المعمداني الأمريكي
- الكنيسة الانجليكانية في أمريكا
- جمعيات الله
- مساعد في المجمع المشيخي
- التحالف المسيحي والتبشيري
- كنيسة الله في المسيح
- كنيسة الناصري
- جمعية المعمدانيين المحافظين
- الأسقفية
- الكنيسة الإنجيلية الحرة في أمريكا
- المعمدانية الحرة
- الكنائس المعمدانية المستقلة
- الكنائس المستقلة
- المؤتمر المعمداني الوطني
- عيد العنصرة
- الكنيسة المشيخية في أمريكا
- الكنيسة المشيخية، الطوائف المختلفة
- المؤتمر المعمداني الجنوبي
- الكنيسة الميثودية المتحدة [7]

## برامج إضافية
تعد المهمة الأساسية للجامعة هي توفير التعليم العالي الإنجيلي لطلابها، كما أن الكيان المؤسسي للجامعة يشمل أيضًا مدرسة بن ليبين (Ben Lippen).

### مدرسة بن ليبين
هي مدرسة مسيحية خاصة بين الطوائف تقع في حرم الجامعة. تأسست كمدرسة داخلية في آشفيل بولاية نورث كارولينا في أربعينيات القرن الماضي، ولكن تم نقلها إلى موقعها الحالي في عام 1988، حيث تقدم برامج المدارس المتوسطة والثانوية.
بدأت المدرسة بعيدة عن الحرم الرئيسي للجامعة في عام 1989، وفي عام 2006 تم الانتهاء من بناء حرم المدرسة على أرض الجامعة وبدأت الفصول الدراسية هناك في أغسطس.
المدارس مختلطة وتتميز بمزيج من الطلاب المقيمين والمقيمين. يعكس المنهاج معظم المؤسسات العامة باستثناء مادة التدريس من النظرة المسيحية الإنجيلية. في عام 2013 كان هناك ما يقرب من 800 طالب مسجلين في المدرسة.

## خريجون متميزون
- دوريس بارثولوميو
- شيت بيترمان
- نبيل جبور
- جوي ريدرهوف
- قصة لورا
- فيليب يانسي

## روابط خارجية
- الموقع الرسمي